# Câine sălbatic african
Câine sălbatic african (Lycaon pictus) este un mamifer carnivor din familia Canidae, întâlnit numai în Africa, în special în savană și în zonele tropicale împădurite.

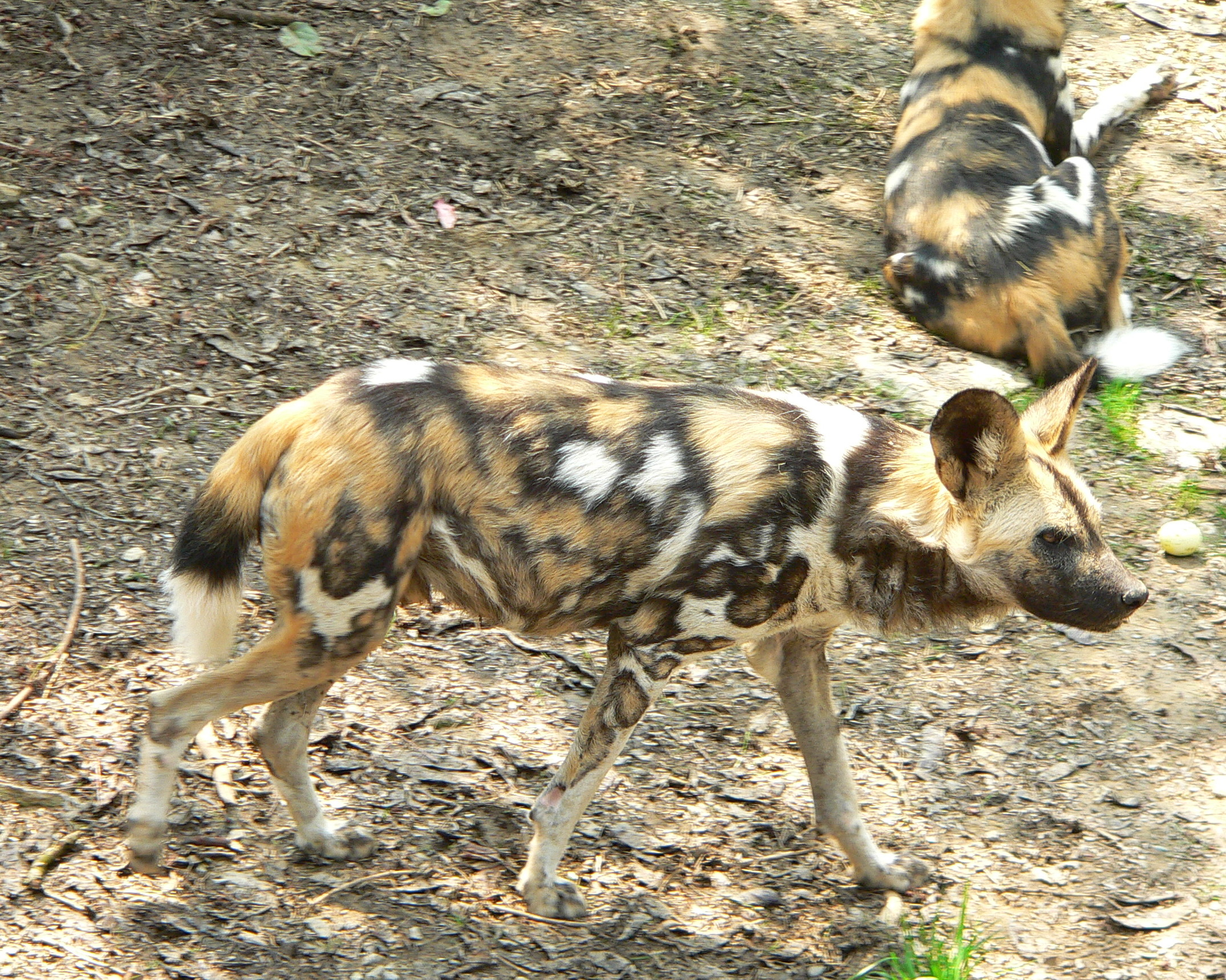

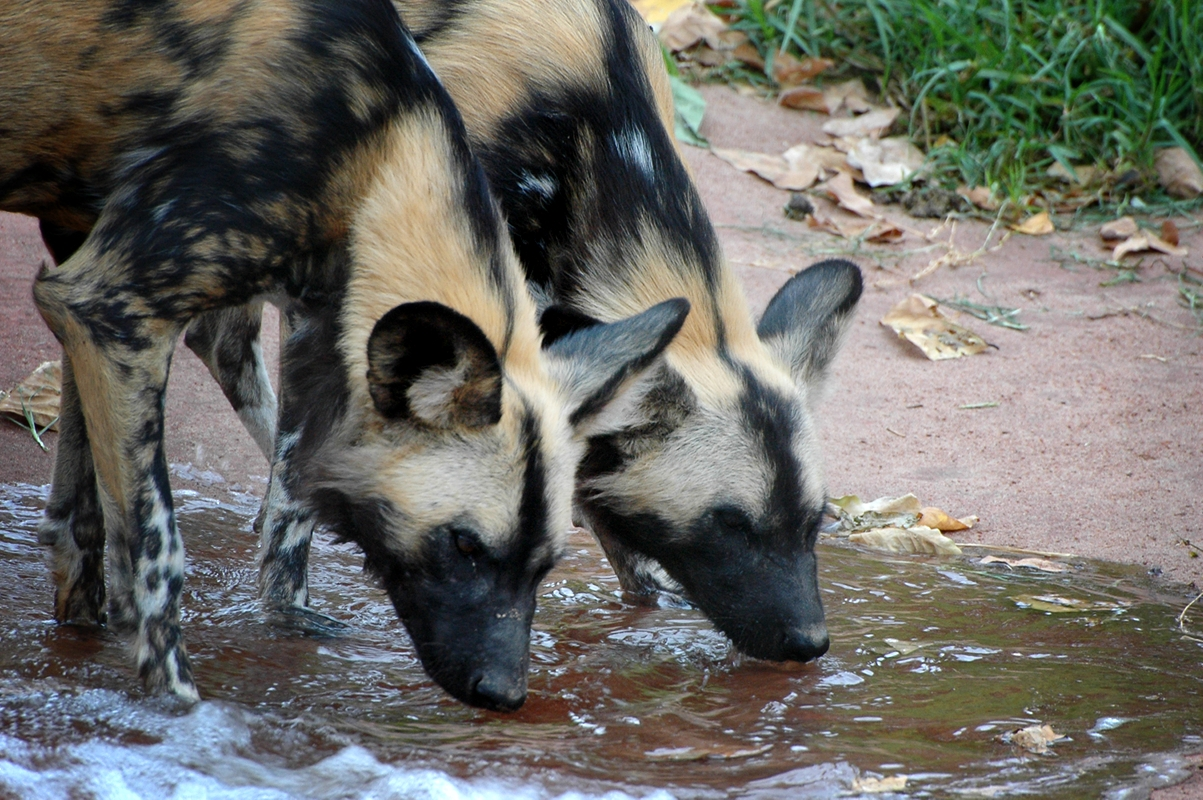